# رابرت کورنلیس ناپیر
رابرت کورنلیس ناپیر (انگلیسی: Robert Napier; ۶ دسامبر ۱۸۱۰ – ۱۴ ژانویهٔ ۱۸۹۰) نظامی و سیاست‌مدار اهل پادشاهی متحد بریتانیای کبیر و ایرلند بود. وی همچنین برندهٔ جوایزی همچون همکار انجمن سلطنتی شده‌است.